# Cuvier (Giura)
Cuvier è un comune francese di 226 abitanti situato nel dipartimento del Giura nella regione della Borgogna-Franca Contea.

## Società

### Evoluzione demografica
Abitanti censiti